# دیوید آنتونی شاو
دیوید آنتونی شاو (انگلیسی: David Shaw؛ زادهٔ ۱۹ فوریهٔ ۱۹۵۷) فرد نظامی اهل بریتانیا است. وی همچنین برندهٔ جوایزی همچون نشان امپراتوری بریتانیا شده‌است.